# Rhynchium collinum
Rhynchium collinum är en stekelart som beskrevs av Cameron 1903. Rhynchium collinum ingår i släktet Rhynchium och familjen Eumenidae. Inga underarter finns listade i Catalogue of Life.